# Estany de Besiberri
Estany de Besiberri är en sjö i Spanien.   Den ligger i provinsen Província de Lleida och regionen Katalonien, i den nordöstra delen av landet, 400 km nordost om huvudstaden Madrid. Estany de Besiberri ligger 2 000 meter över havet.  Trakten runt Estany de Besiberri består i huvudsak av gräsmarker.